# Saint-Hernin
Saint-Hernin (bretonisch Sant-Hern) ist eine französische Gemeinde im Département Finistère mit 735 Einwohnern (Stand 1. Januar 2022).

## Geographie
Der Ort befindet sich zentral im Westen der Bretagne nahe der Gemeinde Carhaix-Plouguer im Tal der Hyère, die hier Teil des Canal de Nantes à Brest ist. Quimper liegt 42 Kilometer südwestlich, die Groß- und Hafenstadt Brest 65 Kilometer nordwestlich und Paris etwa 450 Kilometer östlich (Angaben in Luftlinie).

## Verkehr
Saint-Hernin liegt nahe dem Schnittpunkt einiger überregionaler Verbindungsstraßen. Bei Landivisiau, Morlaix und Guingamp im Norden gibt es Abfahrten an der Schnellstraße E 50 Brest–Rennes und u. a. bei Quimper und Lorient im Süden an der E 60 Brest-Nantes. In den vorgenannten Orten befinden sich auch Bahnhöfe an den überwiegend parallel verlaufenden Regionalbahnstrecken. 
Der Bahnhof von Brest ist Endpunkt des TGV Atlantique nach Paris. 
Die Flughäfen Aéroport de Brest Bretagne nahe Brest und Aéroport de Lorient Bretagne Sud bei Lorient sind die nächsten Regionalflughäfen.

## Bevölkerungsentwicklung
| Jahr                       | 1962 | 1968 | 1975 | 1982 | 1990 | 1999 | 2009 | 2017 |
| Einwohner                  | 1134 | 956  | 826  | 765  | 776  | 752  | 745  | 759  |
| Quellen: Cassini und INSEE |      |      |      |      |      |      |      |      |

## Sehenswürdigkeiten
Siehe: Liste der Monuments historiques in Saint-Hernin

## Persönlichkeiten
- Georges Le Rider (1928–2014), Altertumswissenschaftler, Numismatiker und Bibliothekar